# يوزيف فارغا
يوزيف فارغا (بالمجرية: Varga József) هو لاعب كرة قدم مجري في مركز الوسط، ولد في 6 يونيو 1988 في دبرتسن في المجر. شارك مع منتخب المجر تحت 21 سنة لكرة القدم ومنتخب المجر لكرة القدم. أما مع النوادي، فقد لعب مع غرويتر فورت ونادي دبرتسني ونادي ميدلزبره.

## وصلات خارجية
- يوزيف فارغا على موقع اتحاد المجر (الهنغارية)
- يوزيف فارغا على موقع قاعدة بيانات كرة القدم.إي يو (الإنجليزية)
- يوزيف فارغا على موقع بيانات كرة القدم. دي إي (الألمانية)
- يوزيف فارغا على موقع ناشيونال فوتبول تيمز (الإنجليزية)
- يوزيف فارغا على موقع Soccerbase.com (لاعب) (الإنجليزية)
- يوزيف فارغا على موقع Soccerway.com (الإنجليزية)
- يوزيف فارغا على موقع عالم كرة القدم.نت (الإنجليزية)
- يوزيف فارغا على موقع AS.com (الإسبانية)

{{شريط تصفح تشكيلة فريق كرة قدم
|الاسم=
|اسم الفريق= نادي دبرتسني
|القائمة=
- 1 فارغا

{{لاعب تشكيلة فريق كرة قدم|الرقم=2|الاسم=Szakál
- 3 Hornyák
- 4 Josua Mejías [الإنجليزية]‏
- 5 Bence Batik [الإنجليزية]‏
- 6 وراسيك

{{لاعب تشكيلة فريق كرة قدم|الرقم=8|الاسم=T. Szűcs
{{لاعب تشكيلة فريق كرة قدم|الرقم=10|الاسم=دجودجاك ()
- 12 Erdélyi
- 13 Soma Szuhodovszki [الإنجليزية]‏
- 14 Đorđe Gordić [الإنجليزية]‏
- 16 Fran Manzanara [الإنجليزية]‏
- 17 Donát Bárány [الإنجليزية]‏
- 18 Bodnár

{{لاعب تشكيلة فريق كرة قدم|الرقم=19|الاسم=كوكسيس
- 20 يوغا
- 21 Regenyei

{{لاعب تشكيلة فريق كرة قدم|الرقم=22|الاسم=B. Vajda
- 23 Tercza
- 24 Egri
- 25 Maurides
- 26 لانغ
- 28 هوفمان
- 29 Erik Kusnyír [الإنجليزية]‏
- 33 غيريرو
- 42 Silue
- 45 Batai
- 44 Nwachukwu
- 49 Kulbachuk
- 76 Polozhyi
- 77 Márk Szécsi [الإنجليزية]‏
- 86 Pálfi
- 87 Engedi
- 95 بيرميغو
- 96 داكوستا
- 99 Cibla
- مدرب: نافارو